# Zborowice (województwo małopolskie)
Zborowice – wieś w Polsce położona w województwie małopolskim, w powiecie tarnowskim, w gminie Ciężkowice. Miejscowość leży na Pogórzu Ciężkowickim w dolinie Białej oraz Zborowianki.
| SIMC    | Nazwa       | Rodzaj    |
| ------- | ----------- | --------- |
| 0815908 | Gatna       | część wsi |
| 0815914 | Góra-Wieś   | część wsi |
| 0815920 | Karczemne   | część wsi |
| 0815937 | Lichwianki  | część wsi |
| 0815943 | Miasteczko  | część wsi |
| 0815950 | Sobalikówka | część wsi |
| 0815966 | Turkówki    | część wsi |
| 0815972 | Wądoły      | część wsi |
| 0815989 | Zawodzie    | część wsi |

## Historia
Wieś opactwa benedyktynów tynieckich w powiecie bieckim województwa krakowskiego w końcu XVI wieku. 
15 września 1944 roku w odwecie za akcję partyzantów na pociąg towarowy, grupa SS spacyfikowała wieś. Zamordowała 4 mieszkańców oraz spaliła 9 budynków.
W latach 1975–1998 miejscowość należała administracyjnie do województwa tarnowskiego.

## Zabytki
Obiekty wpisane do rejestru zabytków nieruchomych województwa małopolskiego.
- Kościół parafialny pw. św. Marii Magdaleny;
- cmentarz wojenny nr 135 – Zborowice;
- cmentarz wojenny nr 136 – Zborowice.

## Galeria zdjęć

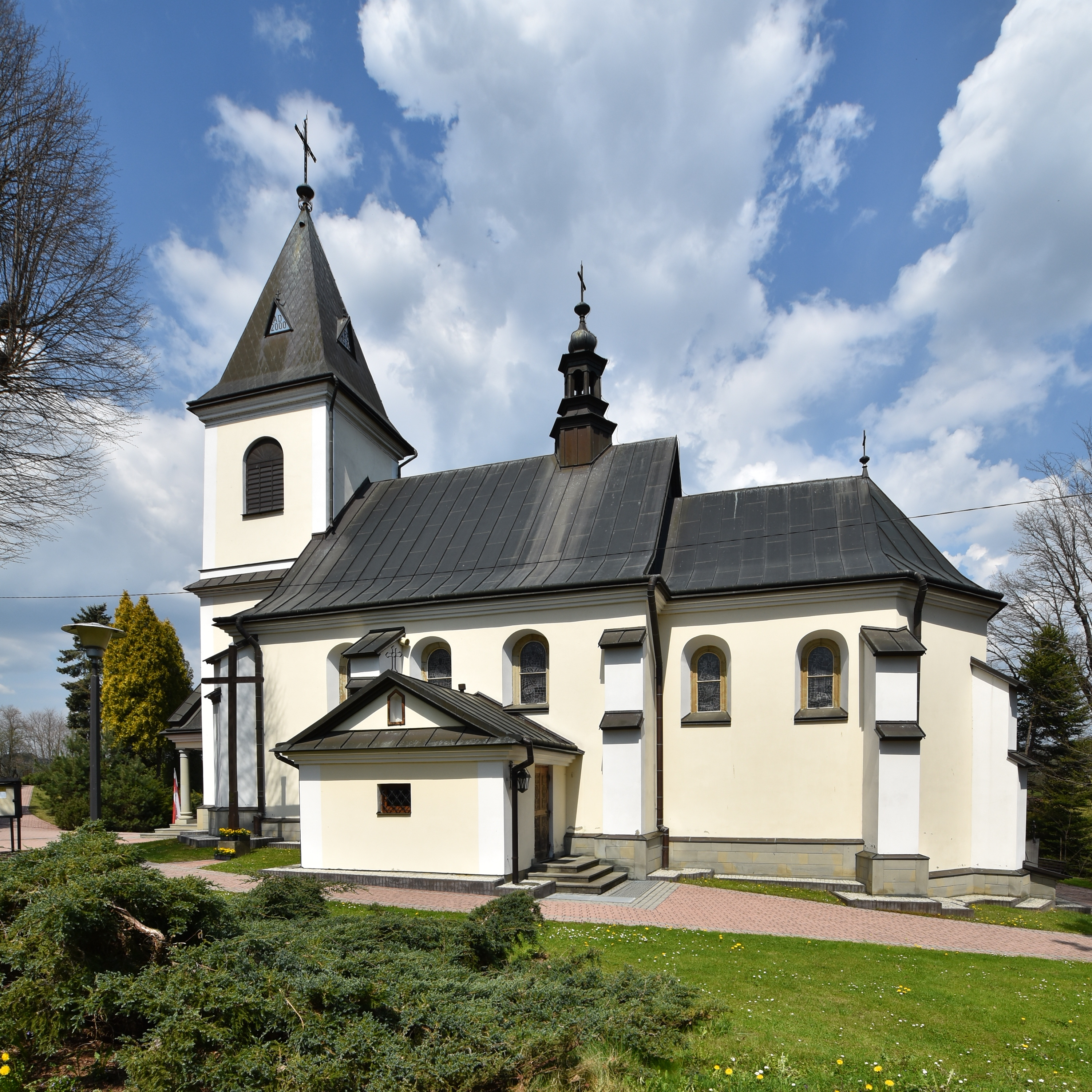
Kościół parafialny
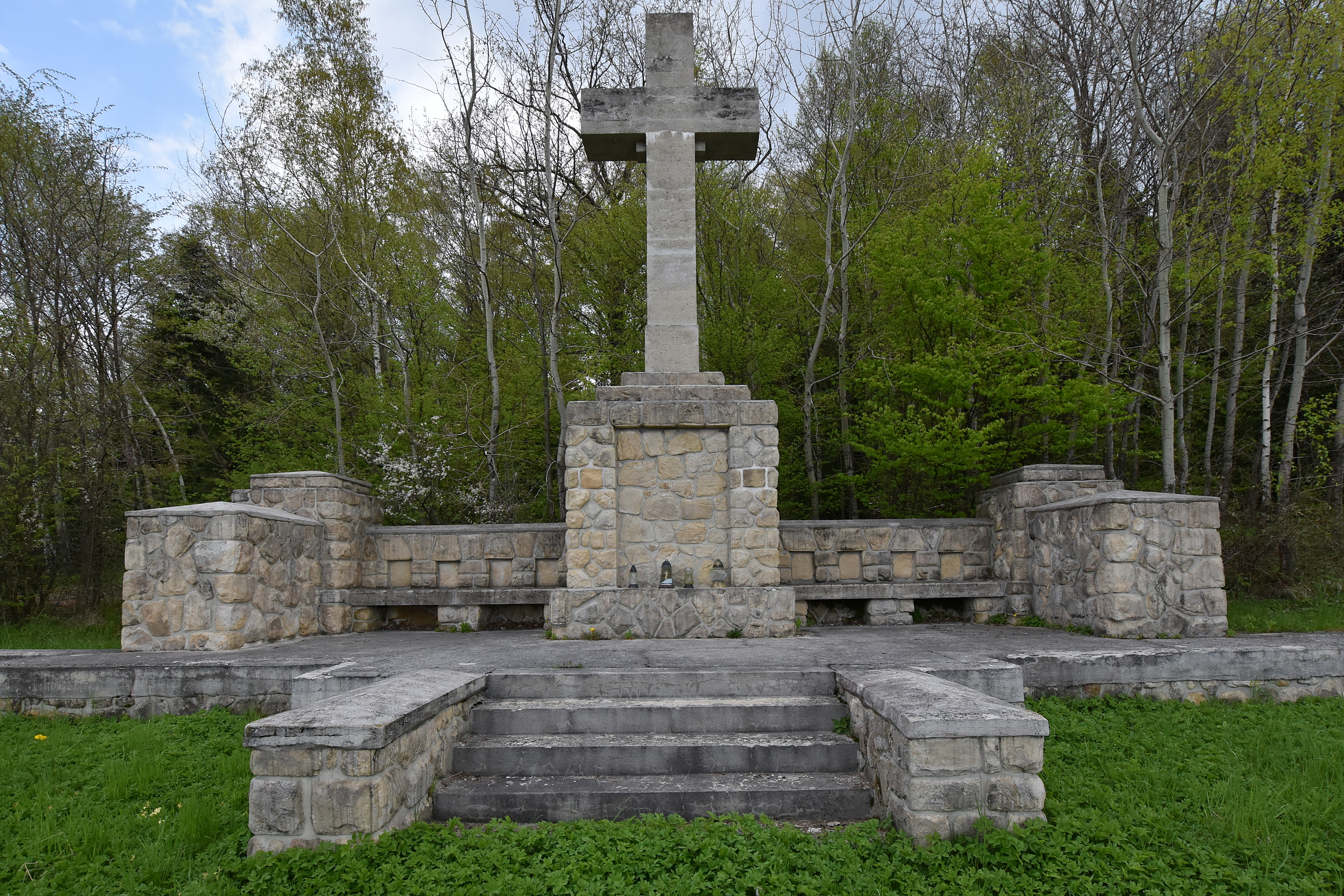
Cmentarz wojenny nr 136
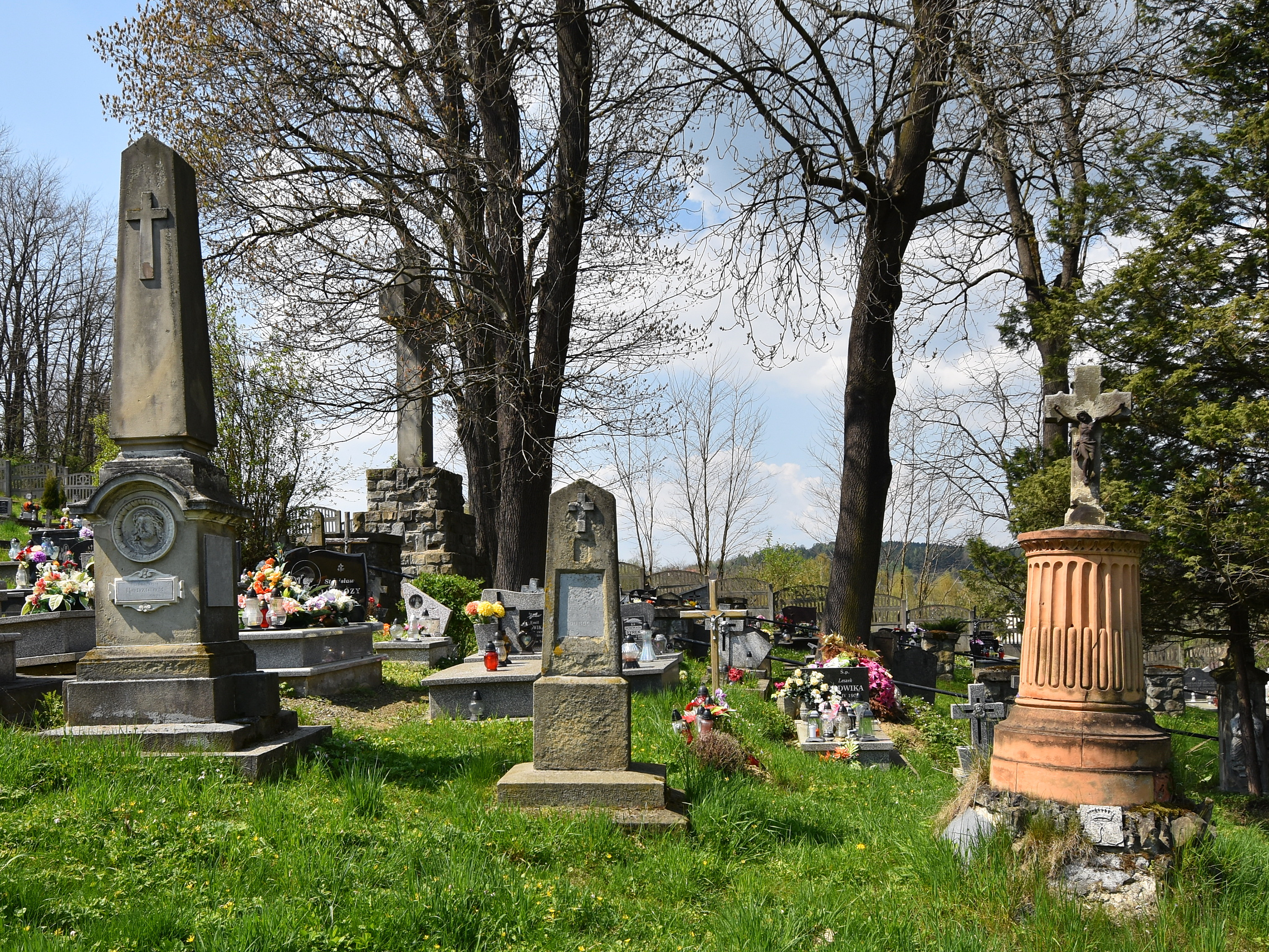
Cmentarz